# Christoph Heinrich (Sänger)
Christoph Heinrich (* 1985 in Wittenberg) ist ein deutscher Opernsänger (Bassbariton).

## Leben und künstlerisches Wirken
Christoph Heinrich erhielt seine erste Gesangsausbildung bei Marianne Kaiser in Dessau. 2005 setzte er seine Ausbildung an der Hochschule für Musik und Theater (HMT) in Leipzig bei Roland Schubert fort, die er im Februar 2012 mit Auszeichnung abschloss. Zusätzlich absolvierte er bis 2015 ein Meisterklassenstudium an der Hochschule für Musik und Theater Leipzig und erlangte damit den höchsten akademischen Grad. Hinzu kam eine Reihe von Meisterkursen, darunter bei Rudolf Piernay, Peter Berne, Ileana Cotrubas und Franz Grundheber.
Schon während seines Studiums sang er wichtige Rollen seines Fachs, darunter den Figaro in Le nozze di Figaro in einer Kinderproduktion an der Oper Leipzig und Colline in La Bohème in Dresden. In der Stiftsruine in Bad Hersfeld sammelte er bei den dortigen Opernfestspielen als Sparafucile (Rigoletto) und Herr Reich (Die lustigen Weiber von Windsor) sowie Dottore Grenvil (Traviata) Festivalerfahrung.
2010 war er Preisträger des Internationalen Gesangswettbewerbs der Kammeroper Schloss Rheinsberg und sang dort die Partie des Masetto im Don Giovanni. Im selben Jahr debütierte er als Hindulfus/Drago in Schumanns Genoveva in der Tonhalle Düsseldorf. 2011 wurde er mit dem Richard-Wagner-Stipendium ausgezeichnet.
In der Spielzeit 2010/2011 war Heinrich Mitglied des Internationalen Opernstudios am Theater Bremen und seit der Spielzeit 2012/2013 festes Ensemblemitglied. Dort sang er große Partien seines Fachs, u. a. Papageno in der Zauberflöte, Figaro in Le nozze di Figaro, Oroveso in Norma, Don Alfonso in Così fan tutte, Landgraf Herrmann im Tannhäuser und Colline in La Bohème, Sparafucile in Rigoletto oder den Doktor in Wozzeck, ebenso wie Basilio (Il barbiere di Siviglia) und den Vater in Hänsel und Gretel.
Christoph Heinrich arbeitete mit renommierten Regisseuren, wie Sebastian Baumgarten, Paul-Georg Dittrich, Armin Petras, Laurent Chetouane, Benedikt von Peter, Vera Nemirova oder Martin Schüler zusammen. In der Spielzeit 2016/17 ist Christoph Heinrich erstmals als Vater in Hänsel und Gretel und Basilio im Barbiere di Siviglia zu hören. Zahlreiche Gastspiele führten ihn darüber hinaus an verschiedene Theater in Deutschland. Christoph Heinrich war unter anderen erstmals als Raimondo (Lucia di Lammermoor), Wassermann (Rusalka) und Nick Shadow (The Rake’s Progress) zu hören.
Neben dem Opernrepertoire befasst sich Christoph Heinrich mit der Interpretation der Internationalen Liedkultur. Er arbeitete unter anderem mit Ulrich Eisenlohr, Graham Johnson und Phillip Moll. Dabei sind ihm vor allem neue Herangehensweisen wichtig. So sang und inszenierte er mehrere große Zyklen der Musikgeschichte, wie etwa Franz Schuberts Winterreise und Dmitri Schostakowitschs Michelangelo Suite.
Christoph Heinrich ist darüber hinaus ein Konzert- und Oratoriumsänger und trat u. a. in der  Tonhalle Düsseldorf, im Gewandhaus Leipzig und der Bremer Glocke auf. Im Juli 2023 erhielt er den seit 1995 regelmäßig verliehenen Kurt-Hübner-Preis der Bremer Theaterfreunde.

## Rollen (Auswahl)
- Figaro in Le nozze di Figaro
- Don Alfonso in Così fan tutte
- Masetto in Don Giovanni
- Sparafucile in Rigoletto
- Colline in La Bohème
- Oroveso in Norma
- Herr Reich in Die lustige Weiber von Windsor
- Dottore Grenvil in La traviata
- Don Basilio in Il barbiere di Siviglia
- Giorgio Talbot Graf von Shrewsbury in Maria Stuarda
- Hindulfus/Drago in Genoveva
- Papageno in Die Zauberflöte
- Peter Besenbinder in Hänsel und Gretel
- Landgraf Herrmann in Tannhäuser und der Sängerkrieg auf Wartburg
- Doktor in Wozzeck
- Eremit in Der Freischütz

## Konzert und Oratorium (Auswahl)
- Matthäuspassion, Johann Sebastian Bach
- Johannespassion, Johann Sebastian Bach
- Ein deutsches Requiem, Johannes Brahms
- Messias, Georg Friedrich Händel
- Jahreszeiten, Joseph Haydn
- Requiem, Wolfgang Amadeus Mozart
- Petite Messe solennelle, Gioachino Rossini
- Requiem, Franz von Suppè